# Chimarrhis barbata
Chimarrhis barbata é uma espécie de planta com flores, que foi descrita pela primeira vez por Adolpho Ducke, e recebeu foi nomeada por Cornelis Eliza Bertus Bremekamp. Chimarrhis barbata pertence ao gênero Chimarrhis e à família Rubiaceae. É encontrado no Brasil.